# (88705) Patate
(88705) Patate, désignation internationale (88705) Potato, est un astéroïde de la ceinture principale.

## Description
(88705) Patate est un astéroïde de la ceinture principale. Il fut découvert par l'astronome William Kwong Yu Yeung le 17 septembre 2001 à l'observatoire Desert Eagle. Il présente une orbite caractérisée par un demi-grand axe de 3,120 au, une excentricité de 0,081 et une inclinaison de 10,011° par rapport à l'écliptique.
Il fut nommé en référence à la pomme de terre. Le Minor Planet Center annonce pour cet objet que « Les Nations unies ont déclaré 2008 Année internationale de la pomme de terre. Domestiquée d'abord dans les Andes, la pomme de terre fut introduite en Europe au XVIe siècle. Sa valeur réside dans son haut rendement et son équilibre nutritionnel presque parfait. On pense que de nombreuses planètes mineures ont une forme de pomme de terre », ce qui forme le néologisme patatoïde.

## Compléments